# Altes Stadttheater Eichstätt

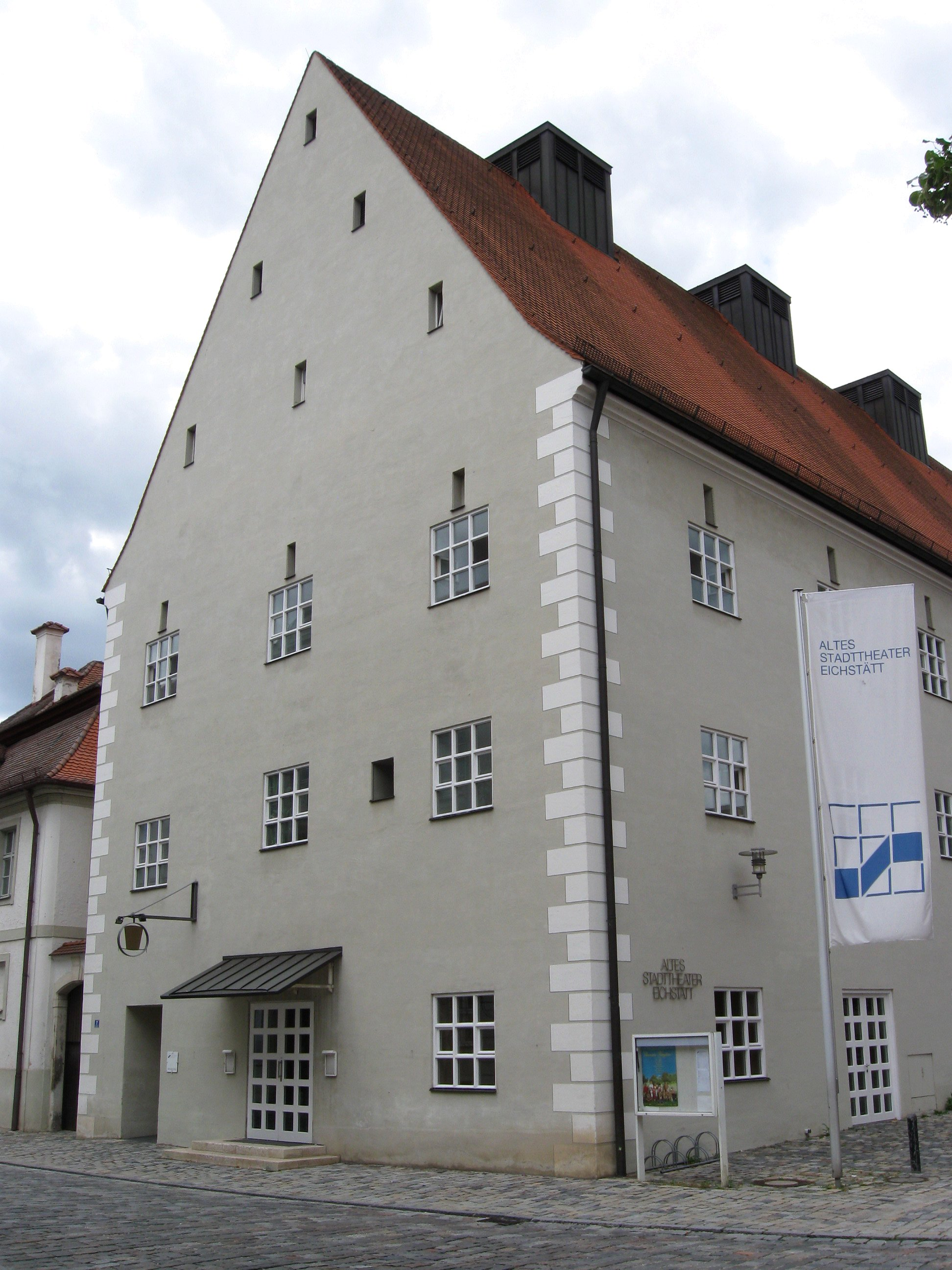
Altes Stadttheater, Ansicht vom Residenzplatz aus

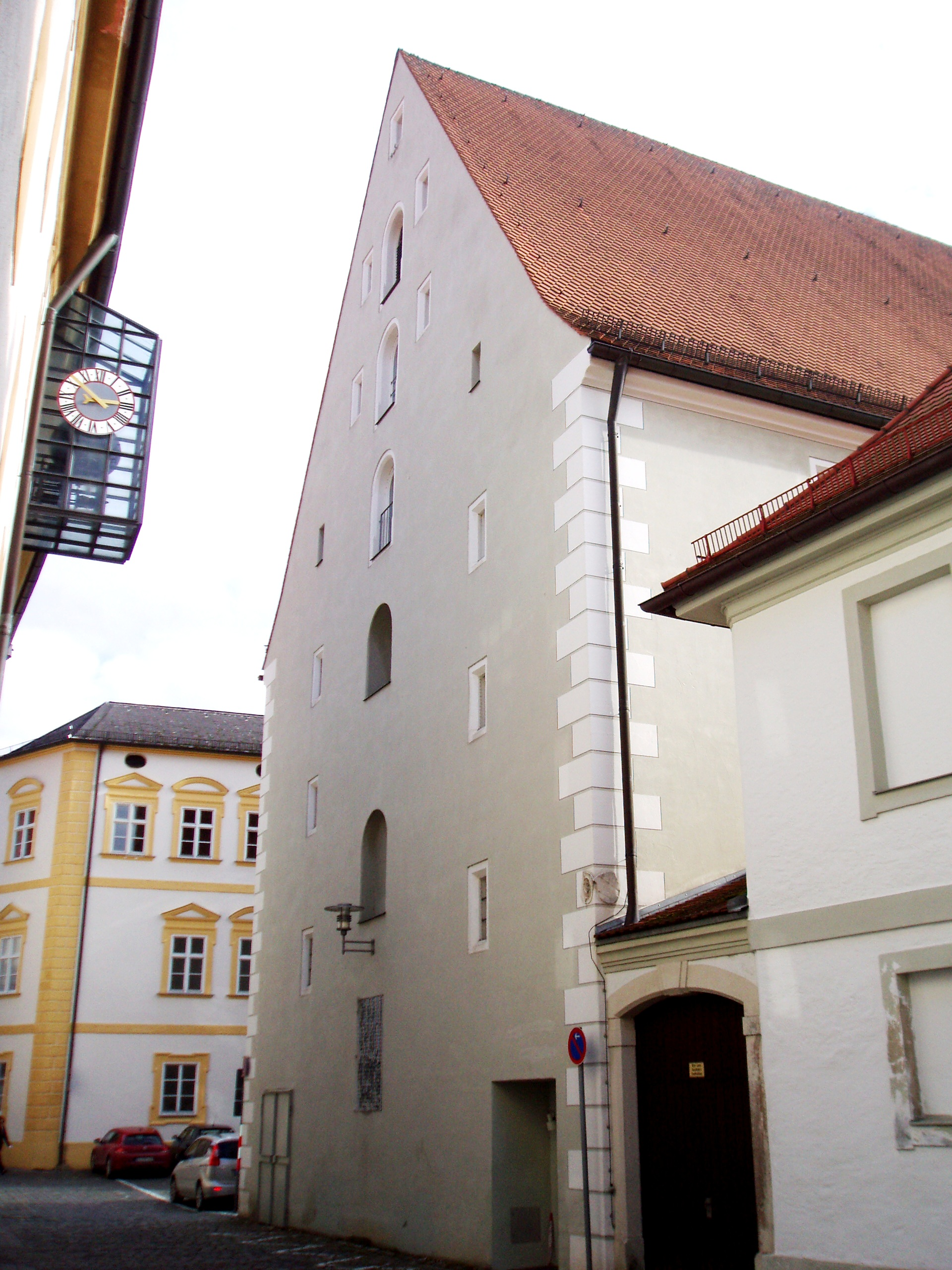
Nördliche Giebelseite des Huttenstadels

Das Alte Stadttheater Eichstätt ist das Kultur-, Tagungs- und Gesellschaftszentrum der Stadt Eichstätt und beherbergt auch ein Kino.

## Lage
Das Alte Stadttheater liegt in der Nähe des Domes und des Residenzplatzes.

## Geschichte

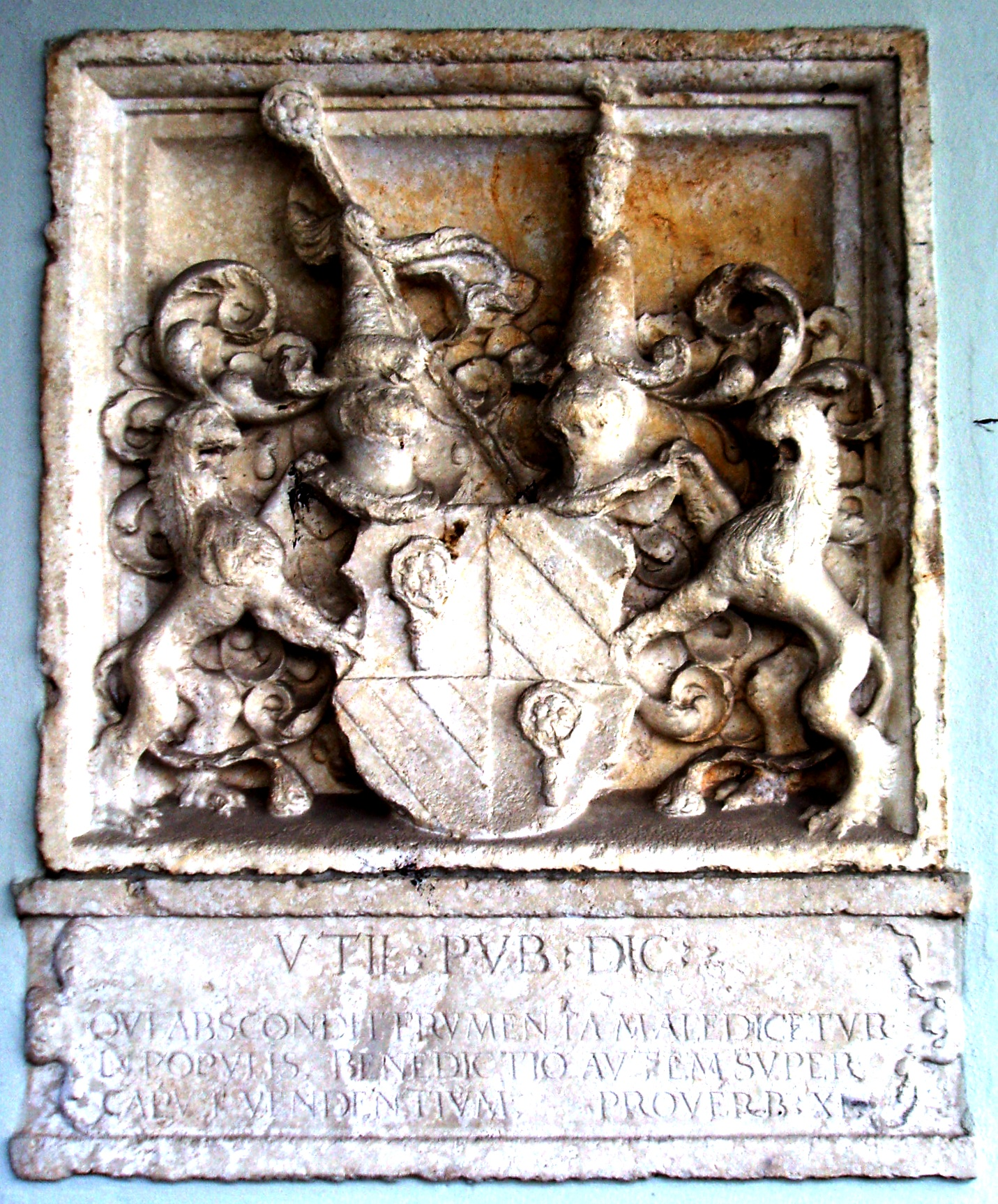
Wappenstein des Moritz von Hutten mit Bibelspruch an seinem Getreidekasten

Der ehemalige fürstbischöfliche Zehntspeicher wurde unter Bischof Moritz von Hutten nach Plänen des bischöflichen Baumeisters Erhard Reich in den Jahren nach 1545 erbaut und wird deshalb auch als Huttenstadel bezeichnet. Im Laufe der Geschichte hat der viergeschossige Steilgiebelbau mit Schleppgauben, Schlitzfenster mit Schräggewänden, sechs rundbogigen Aufzugsfenstern am Nordgiebel und einem ausspringenden polygonen Treppenturm in der Mitte der westlichen Längsseite verschiedene Veränderungen erfahren, die zum Teil erhebliche Eingriffe in die ursprüngliche Gebäudestruktur mit sich brachten. So wurde das Haus durch einen Umbau von General Ulrich im Jahr 1880 ein klassizistisches Wohngebäude für hohe Militärangehörige. Im Jahr 1938 wurde das Haus wieder umgebaut und als Stadttheater, später als Kino genutzt. Auch die Freiwillige Feuerwehr fand im Südbereich mit zwei Toreinfahrten Platz.

## Heutige Nutzung
Als im Rahmen der Stadterneuerung in den 1980er Jahren im Bereich des Residenzplatzes die benachbarten Baudenkmäler saniert wurden, renovierte die Stadt ihr eigenes denkmalgeschütztes Gebäude und führte es einer zeitgemäßen Verwendung zu. Das Gebäude wurde ab 1985 nach archäologischer Untersuchung von Teilflächen des Bodens völlig um- und ausgebaut und am 10. Juni 1988 mit dem Namen Altes Stadttheater Eichstätt (abgekürzt auch Asthe genannt) als Kultur-, Tagungs- und Gesellschaftszentrum der Stadt Eichstätt eröffnet. Im Gebäude befindet sich auch ein Kino. Architekten waren Theodor Hugues und Michael Gaenssler, Oberleitung hatte Karl Frey, Lichtplaner war Walter Bamberger.

## Sonstiges
An der Nordostecke des Gebäudes befindet sich unterhalb des modernen Treppenaufgangs zum Saal ein Steinwappen des bischöflichen Erbauers aus der Werkstatt von Loy Hering. Unter ihm ist der lateinische Bibelspruch zu lesen: QVI ABSCONDIT FRVMENTA MALEDICETVR / IN POPVLIS, BENEDICTIO AVTEM SVPER CAPVT VENDENTIVM („Wer sein Getreide versteckt, der sei verflucht / unter den Leuten, Segen aber über das Haupt derer, die es verkaufen“) (Sprichwörter 11, 26).